# Phone-phreaking
Phone-phreaking, handlingen at stjæle et telefonopkald.
Konceptet startede i 1950'erne og bestod op igennem 60'erne og 70'erne og bevægede sig primært i USA.
Konceptet består i, at man via en black- red- eller greenbox(kildereferencer) til at afkode frekvenser fra langdistance telefoni, hvorefter frekvenserne kopieres og sendes via høfrevens til en modtagerboks.
Phreaking opstod først som en modkultur blandt undergrunds teknologi- og teleanthusiaster. Den originale phreaking bestod i en en genskabelse af 2600 hz, der, for de amerikanske telefonlinjer, var designet til at afslutte et opkald. Denne kopiering af tonen skete dog uden at opkaldet på telefonen egentligt afsluttes, og brugeren kunne derfor telefonere gratis efter processens udførsel.
 Der er for få eller ingen kildehenvisninger i denne artikel, hvilket er et problem. Du kan hjælpe ved at angive troværdige kilder til de påstande, som fremføres i artiklen.